# 基維利亞區
9°35′59″S 76°43′33″W / 9.5997°S 76.7259°W
基維利亞區（西班牙語：Distrito de Quivilla），是秘魯的一個區，位於該國中部瓦努科大區的五月二日省，始建於1921年9月12日，面積33.6平方公里，海拔高度2,938米，2005年人口1,231，人口密度每平方公里37人。